# 斯潘塞 (北卡羅萊納州)
斯潘塞（英語：Spencer）是一個位於美國北卡羅萊納州羅恩縣的城鎮。

## 人口
根據2020年美國人口普查的數據，斯潘塞的面積為7.95平方千米，皆為陸地。當地共有人口3308人，而人口密度為每平方千米416人。